# Шишмарёвы
Шишмарёвы — древний русский дворянский род,
Род Шишмарёвых существовал уже в XV веке и разделился на несколько ветвей:
1. Потомство Савелия Шишмарёва, жившего в конце XVI столетия. Афанасий Васильевич за службу в войне с Польшей (1654-1656) и Турцией (1673) жалован поместьем.
2. Родоначальник Василий Савельевич Шишмарёв, помещик Ржевского уезда († 1636). Правнук его Фёдор Васильевич был членом адмиралтейств-коллегии (1802) и генерал-кригс-комиссаром флота (1802—1813). Род записан в VI часть родословной книги Тверской губернии (Герб. Часть VII, № 129).
3. Потомство Исаака Шишмарёва, помещика Ржевского уезда († 1628).
4. Потомство Григория Шишмарёва, жившего в конце XVI столетия.
5. Потомство Ивана Шишмарёва, жившего в конце XVI столетия.
6. Потомство Григория Шишмарёва жившего в конце XVI и начале XVII столетий.
7. Восходит к началу XVIII века и записан в VI часть родословной книги Тверской губернии.
8. Восходит к концу XVI века и записан в VI часть родословной книги Новгородской и Тверской губерний.

Есть ещё несколько дворянских родов Шишмарёвых, более позднего происхождения. Один из родов принадлежит к дворянству С-Петербургской губернии и родоначальник его Сергей Иванович Шишмарёв получил чин надворного советника (1810).

## История рода
Юшко (Юрий) Обедъ и Юшко Большой Бураковы Шишмарёвы помещики Деревской пятины (1495). Юрий Ширяевич Шишмарёв убит при взятии Казани (02 октября 1552), его имя записано в синодик московского Успенского собора на вечное поминовение.
Афанасий Васильевич за службу и храбрость жалован поместьями (1679 и 1685). Шишмарёв, подпоручик 2-го Егерского полка, погиб в сражении при Краоне (23 февраля 1814), его имя занесено на стену храма Христа Спасителя в г. Москва.

## Описание герба
Щит разделён на четыре части. В первой части, в голубом поле, изображены три золотые восьмиугольные звезды. Во второй части, в серебряном поле, крестообразно положены ключ и меч. В третьей части, в золотом поле, журавль, держащий в левой лапе камень. В четвёртой части, в красном поле, серебряный якорь, обвитый канатом.
Щит увенчан дворянским шлемом и короной с павлиньими перьями. Намёт на щите голубой, подложенный золотом. Герб рода Шишмарёвых внесён в Часть 7 Общего гербовника дворянских родов Всероссийской империи, стр. 129

## Известные представители

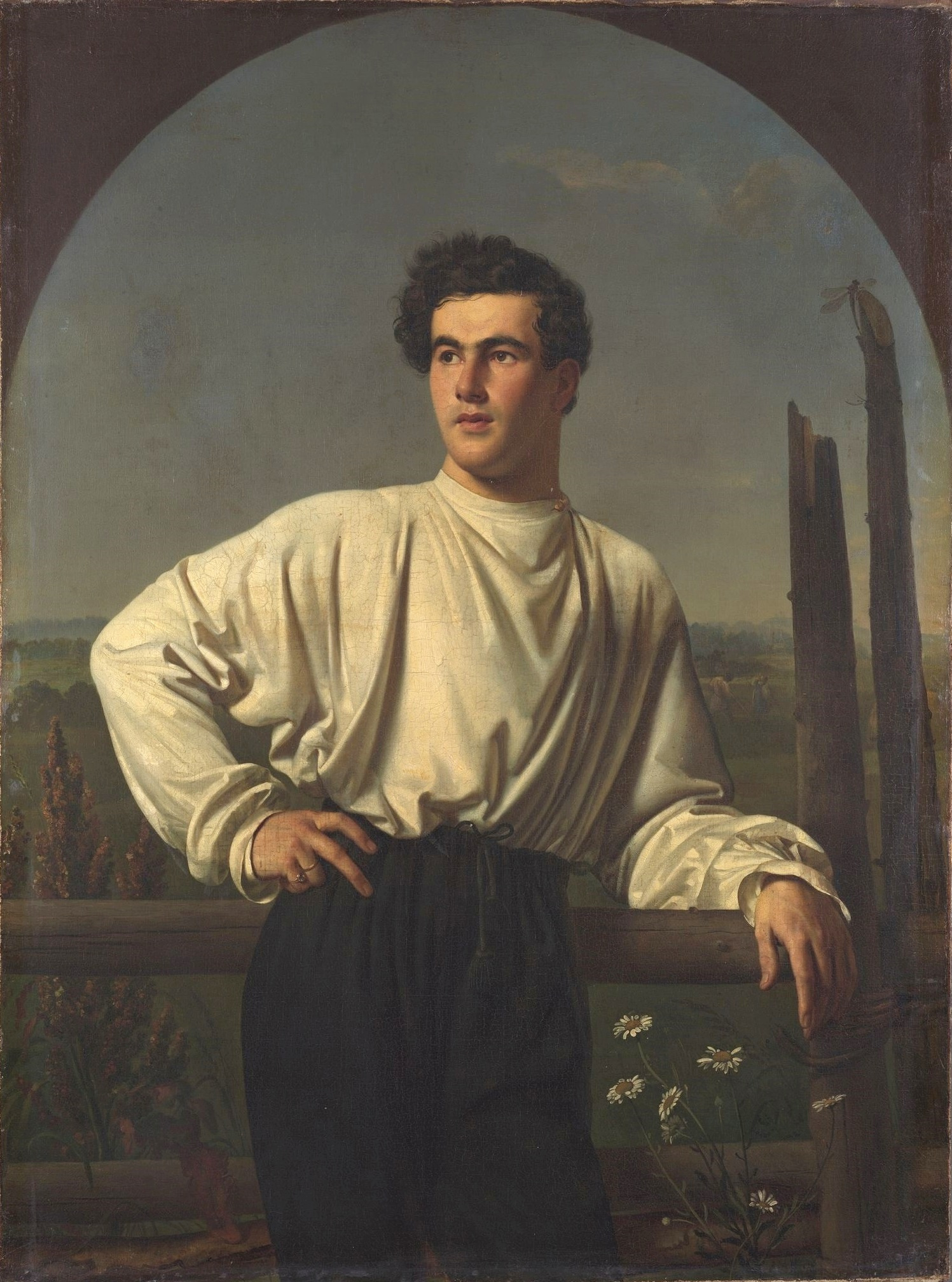
Портрет А.Ф. Шишмарёва, О. Кипренский, 1826, Третьяковская галерея

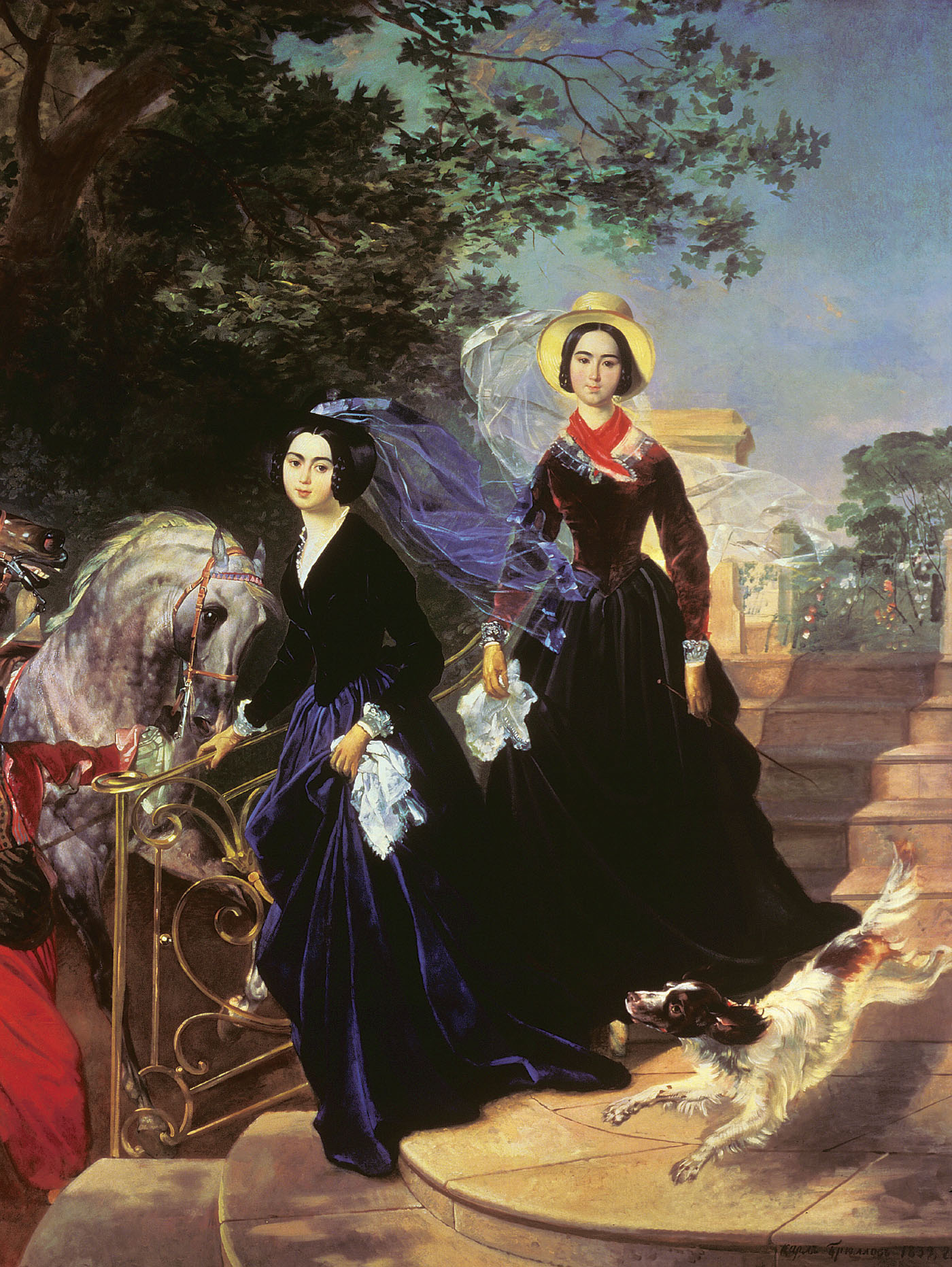
Портрет сестер Шишмарёвых Карл Брюллов (1839)

- Шишмарёв, Федор Васильевич (1760 — 23.10.1822) — генерал-майор, член адмиралтейств-коллегии, генерал кригс-комиссар. 31 июля 1788 в эскадре графа Войновича, участвовал в морском сражении с турками. Командуя кораблем «св. Иоанн Богослов», участвовал в сражении при Калиакрии, временно исправлял должность капитана над Кронштадтским портом (1797).
- Шишмарёв, Глеб Семёнович (1781—1835) — контр-адмирал, командир гвардейского экипажа, путешественник.
- Шишмарёв, Дмитрий Семёнович (?—1830) — генерал-майор, капитан над портом в Або.
- Шишмарёв, Афанасий Фёдорович (1790—1875),коннозаводчик, отставной штабс-капитан, крупный домовладелец, в середине XIX века владевший дачей и небольшой усадьбой (Приморский проспект, 87), по имени которого назван Шишмарёвский пер, слыл известным театралом — от связи с прославленной балериной Екатериной Телешевой у него родились пятеро сыновей и дочь. Законные дочери от первого брака изображены на известной картине К. Брюллова:
  - Шишмарёва, Ольга Афанасьевна (1821— ?), в замужестве за Александром Матвеевичем Олсуфьевым.
  - Шишмарёва, Александра Афанасьевна (1824—1893), в первом браке за Фёдором Сергеевичем Чернышёвым (1805—1868), во втором за Александром Федоровичем Дурасовым (1831—1888), сыном Ф. А. Дурасова.
- Шишмарёв, Дмитрий Дмитриевич (1810—1853, похоронен в Санкт-Петербурге), капитан 1 ранга.